# كارمن فيلبي
كارمن فيلبي (بالإنجليزية: Carmen Filpi)‏ مواليد 22 مارس 1923 في بوسطن - الوفاة 9 مايو 2003 في واشنطن العاصمة، هو ممثل أمريكي بدأ مسيرته الفنية سنة 1969. امتدت مسيرته الفنية لأكثر من 33 عاما.

## الأعمال
- سيد الخواتم
- من العاشرة حتى منتصف الليل
- قطار منفلت
- من تلك الفتاة
- بيتلجوس
- هالوين 4: عودة مايكل مايرز
- إد وود

## روابط خارجية
- كارمن فيلبي على موقع IMDb (الإنجليزية)
- كارمن فيلبي على موقع قاعدة بيانات الفيلم (الإنجليزية)